# Джованні дель Бйондо
Джова́нні дель Бйо́ндо (італ. Giovanni del Biondo; 1356 — 1399) — італійський живописець.

## Біографія
Про життя Джованні дель Бйондо відомо дуже мало. Впродовж короткого часу він працював у Сієні: цей період його творчості відмічений впливом Бартоло ді Фреді. Пізніше художник переїхав до Флоренції, де виконав низку робіт для міських храмів, у яких помітне наслідування стилю Якопо ді Чоне і Орканьї. Деяка архаїчність композиції вівтаря Івана Хрестителя (1360—70), виконаного Джованні дель Бйондо, заснована на прикладі вівтаря Майстра св. Цецилії: велика центральна фігура оточена маленькими сценами в клеймах.

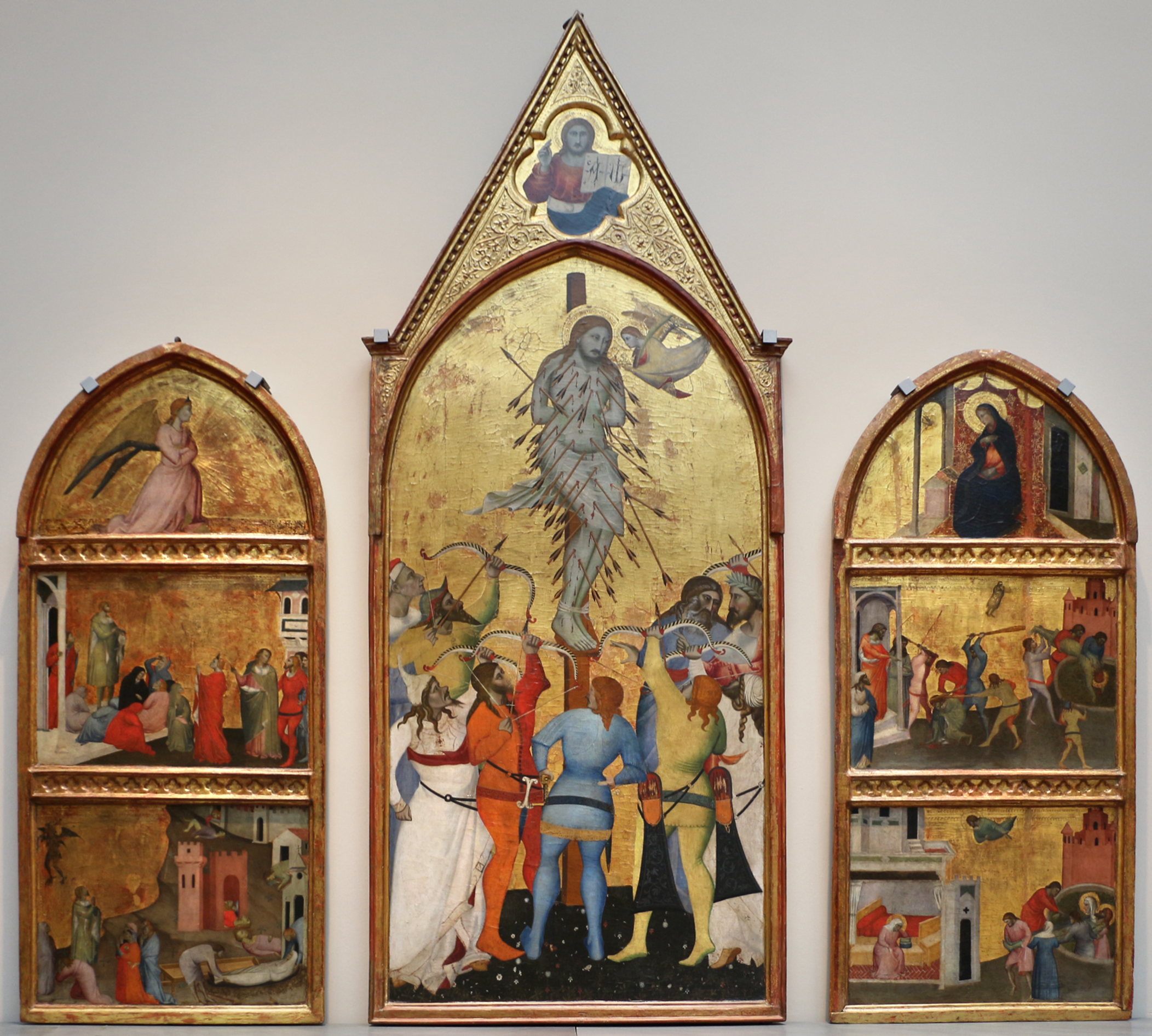
«Триптих св. Севастьяна» (приписується), бл. 1370, Музей собору, Флоренція

Подібно до його попередника Джотто ді Бондоне, художник ретельно промальовував складки і вибудовував кольорові градації, що надає його роботам скульптурну об'ємність і вагу. При цьому він зберігав площинний, умовний золотий фон — данина більш ранньому, архаїчному стилю, який більшою мірою відповідав сакральній сутності християнської релігії.